# 高碑店站 (河北省)

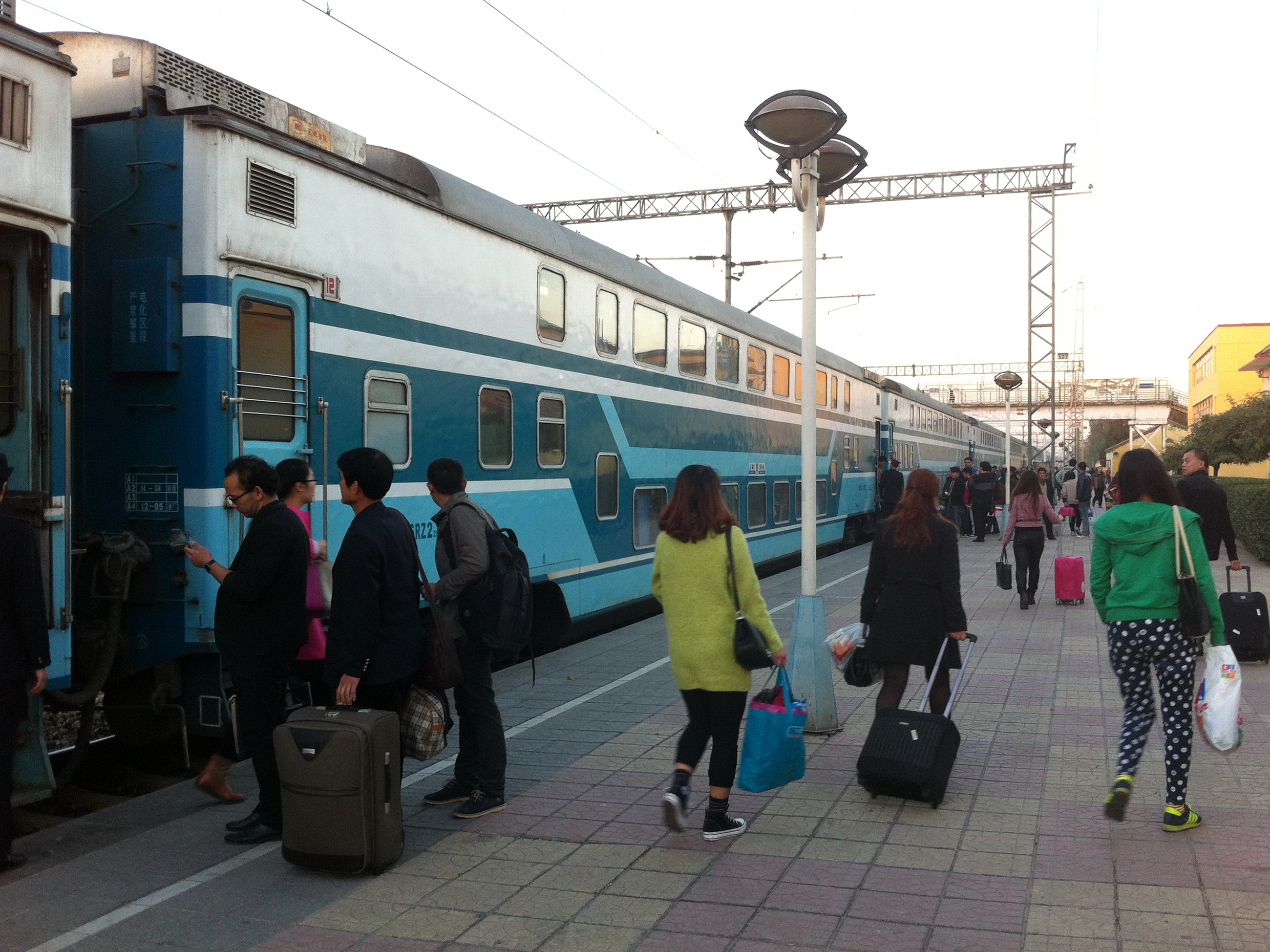
执行T5681次列车的双层25Z型客车停靠在高碑店站

高碑店站是一个京广铁路和高易铁路上的铁路车站，位于中华人民共和国河北省保定市高碑店市，建于1899年，目前为二等站，目前客运：办理旅客乘降；行李、包裹托运；货运：办理整车、零担、集装箱货物发到。

## 接驳交通
高碑店站外有4条公交线路，其中101路开往高碑店东站。